# Matteson (Illinois)
Matteson ist ein Village in Illinois in den Vereinigten Staaten. Es liegt  im Cook County und im Will County und ist Bestandteil der Metropolregion Chicago. Das U.S. Census Bureau hat bei der Volkszählung 2020 eine Einwohnerzahl von 19.073 ermittelt.

## Nachbargemeinden
| Tinley Park | Country Club Hills | Hazel Crest    |
| Frankfort   |                    | Olympia Fields |
|             | Manteno            | Richton Park   |

## Parks
- Oakwood Park

## Naturschutzgebiet
- Old Park Road Prairie Nature Preserve

## Kirchen
- Christ Church
- Immanuel Evangelical Lutheran Church
- Lutheran Church of the Holy Trinity

## Schulen
- High South High School
- Immanuel School
- Neil Armstrong Elementary School
- Rich Central High School
- Saint Lawrence-O'Toole School
- Sieden Prairie Elementery School

## Bibliotheken
- Matteson Public Library

## Stadthalle
- Matteson Village Hall

## Krankenhaus
- Franciscan St. James Olympia Fields Campus

## Infrastruktur und Verkehrsanbindung
Die meisten Einwohner Mattesons arbeiten in der Metropolregion Chicago.
Matteson ist über die Interstate  und den U.S. Highway 30 an das amerikanische Straßennetz angeschlossen.
Die Stadt besitzt einen Eisenbahnanschluss.
Der nächstgelegene internationale Flughafen befindet sich in Chicago.
Der nächstgelegene Regionalflughafen befindet sich am Südrand von Frankfort.

## Bildergalerie

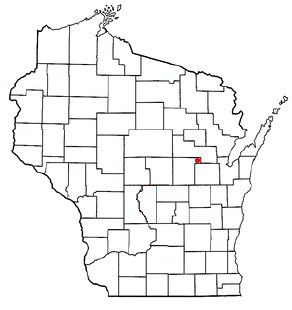
Matteson
Matteson
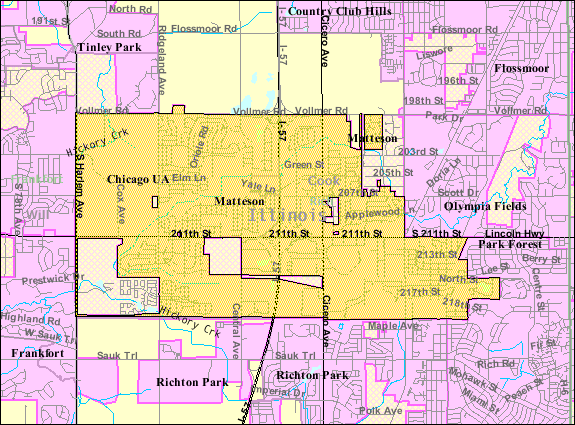
Matteson
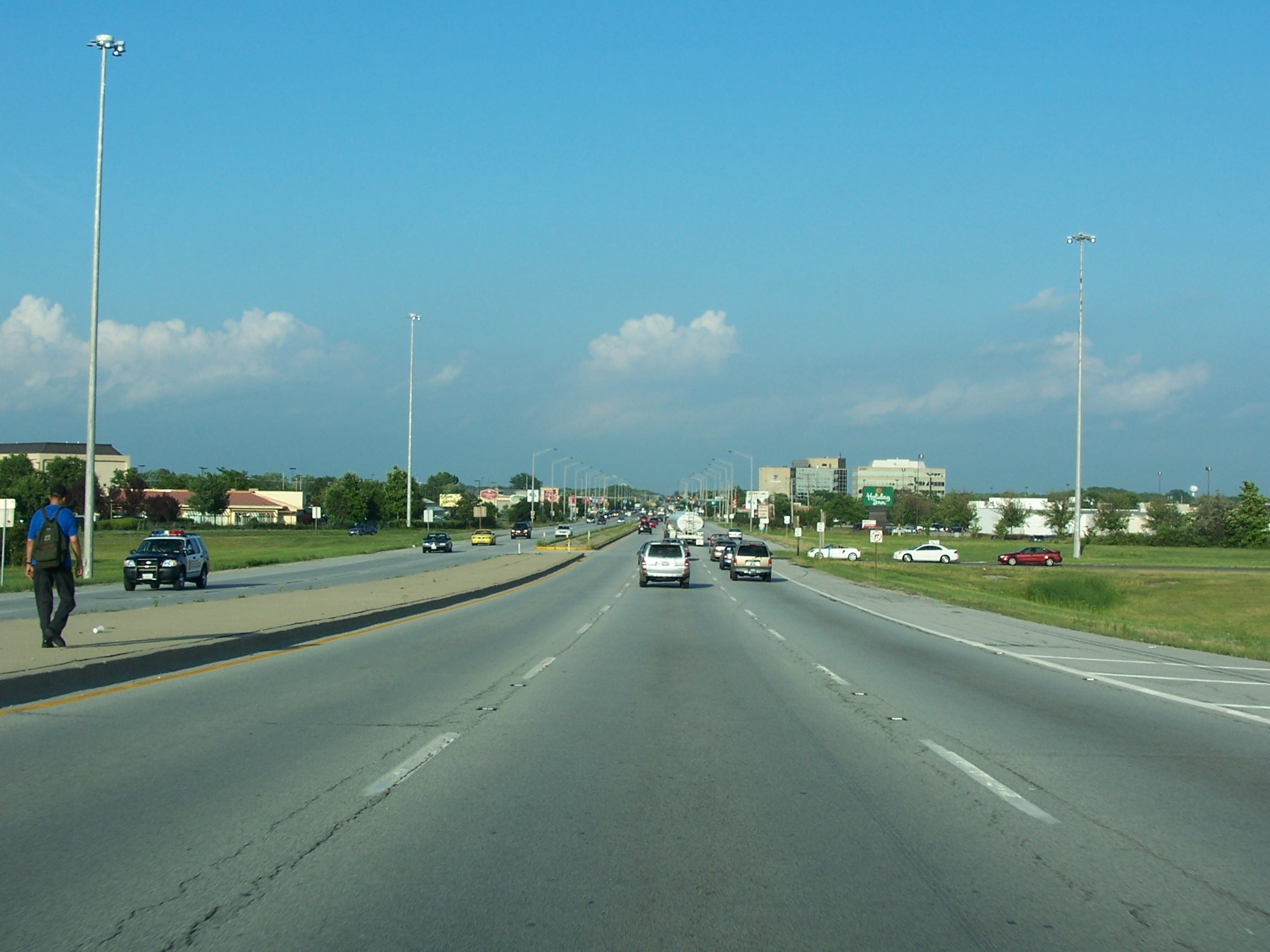
US30 in Matteson (2006)
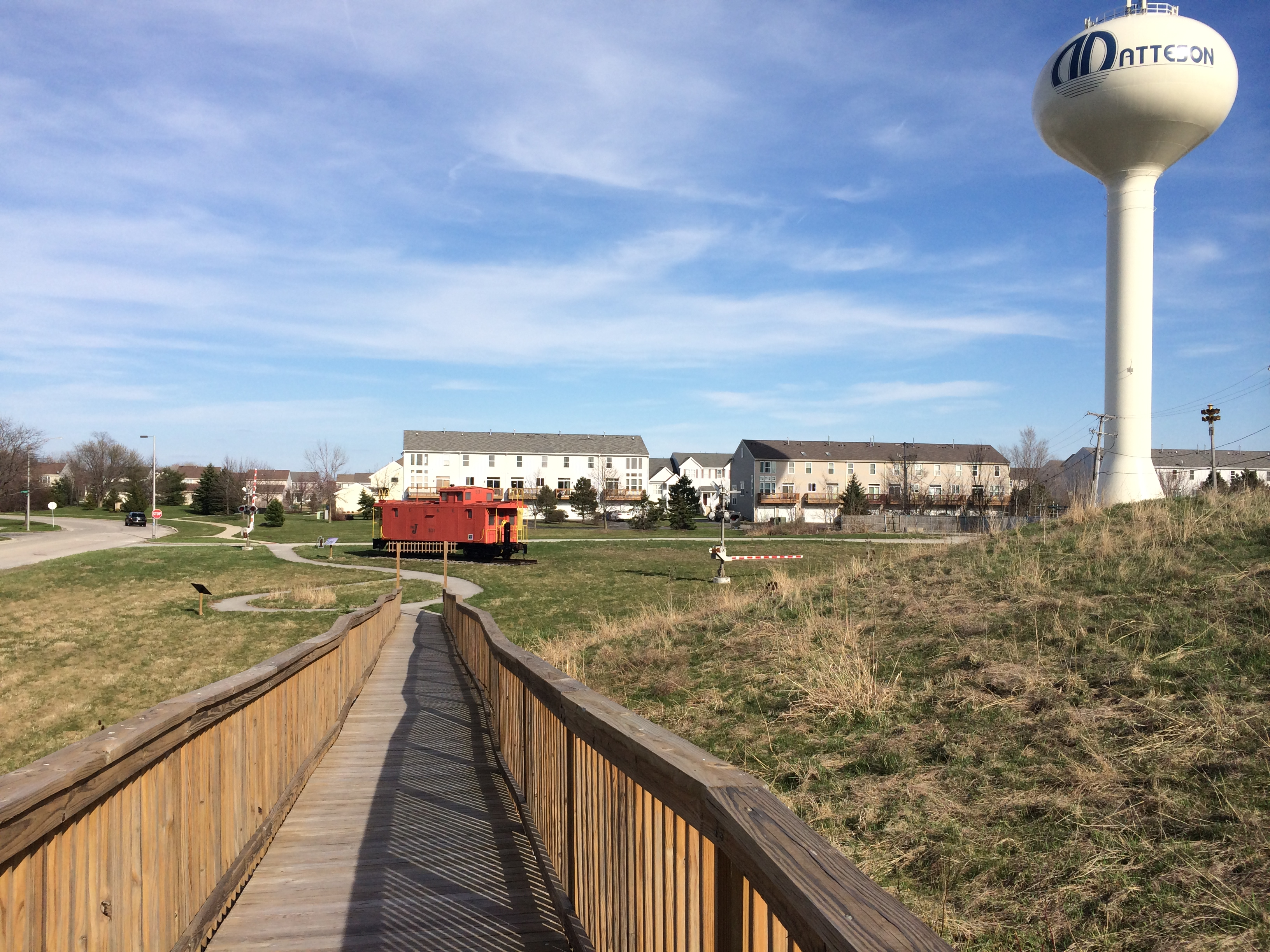
Matteson (2016)